# Jardins botaniques Saint-George de Frederiksted
Les Jardins botaniques Saint-George sont un ensemble de jardins situés à Frederiksted dans les Îles Vierges des États-Unis dont la mission première est la conservation et la préservation des plantes et des lieux historiques.

## Historique
Sous la domination danoise, vers 1750, la canne à sucre a été introduite sur ce site et a, pendant les 200 années suivantes, dominé toute l'activité sur le domaine Saint-George.
Au cours de la première partie du XXe siècle, les bénéfices de la production de sucre ont baissé et elle a été remplacée par de l'élevage de bétail. Au début des années 1970, une grande partie de la terre agricole a été laissé à l'abandon, et la végétation tropicale dense a commencé à recouvrir une grande partie de la propriété et des bâtiments. En 1972, la première parcelle de terre au St. Croix Garden Club dans l'objectif d'établir les Jardins botaniques.

## Collections
Sur 16 acres, il est possible de visiter des ruines de plantations de canne à sucre du XVIIIe et du XIXe siècle (eux-mêmes situées sur un ancien lieu de vie amérindien), des bâtiments historiques et un jardin botanique qui recense plus de 1500 espèces de plantes indigènes et exotiques, notamment des broméliacées, des malacophytes et des cactus, une palmeraie, des orchidées Leur conservation permet de démontrer le potentiel de l'horticulture dans les Îles Vierges et la valeur culturelle et historique des plantes comme source de nourriture, de médicaments et de matériaux de construction dans les Caraïbes.

## Bibliothèque
La bibliothèque est actuellement située dans une maison de travailleurs post-abolition de l'esclavage, restaurée au début des années 1980, et qui se compose d'environ 500 volumes. Bien que petite, la bibliothèque contient des documents de référence spécialisés couvrant la flore et l'histoire des Caraïbes.